# 해솔초등학교

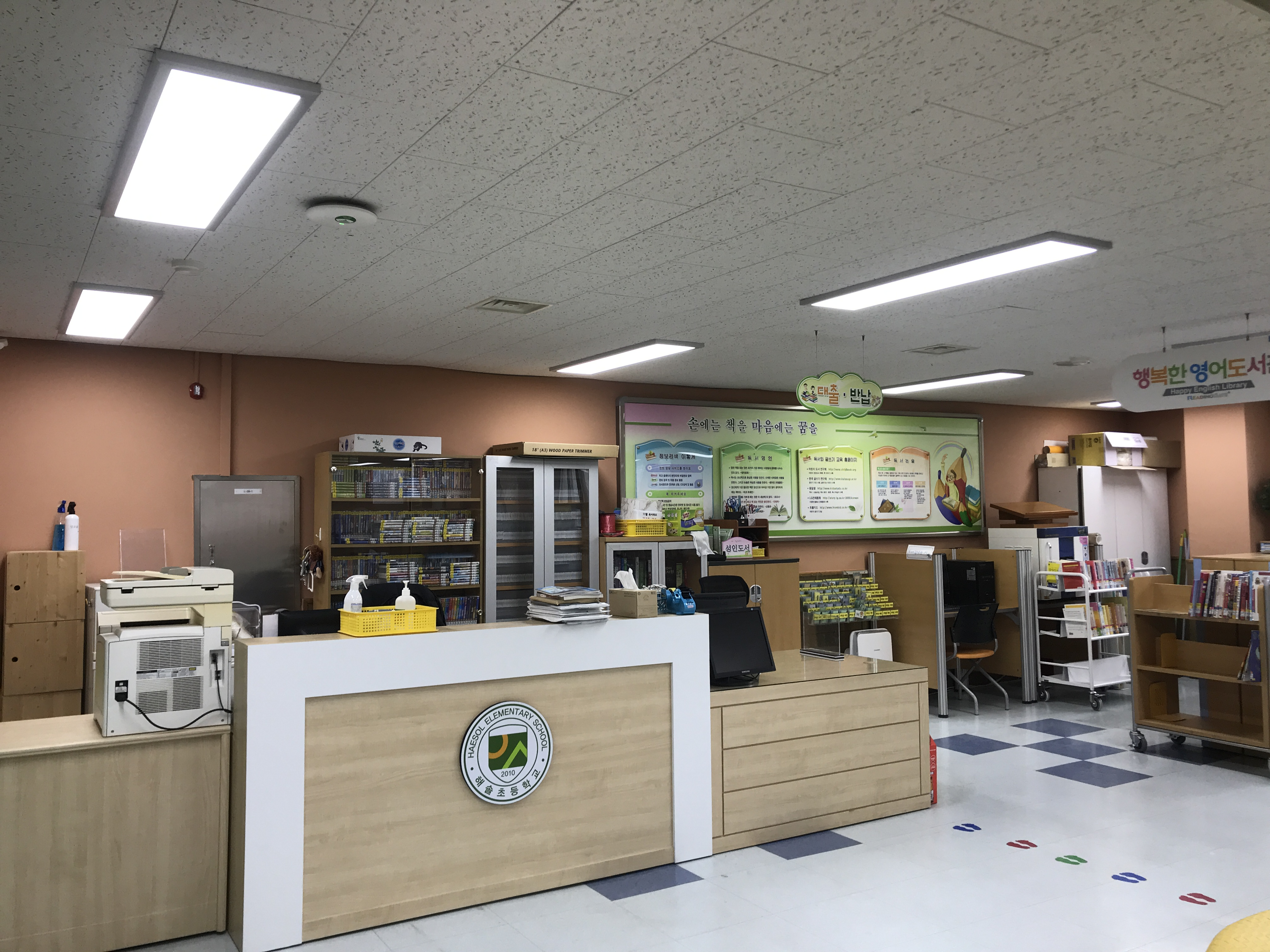
해솔초등학교 글벗자리 도서관 데스크 모습이다.

해솔초등학교는 대한민국 경기도 파주시에 있는 공립 초등학교이다. 경기도 파주시에 있으며 주로 해솔초라는 약칭으로 불린다.
해솔초등학교의 교화는 목련이고, 교목은 소나무이다.
해솔초등학교의 교표는 해의 'ㅇ'과 솔의 'ㅅ'을 모티브로 하여 '해'와 '소나무'를 형상화한 모습으로 해솔 어린이들이 밝고 푸르게 자라기를 바라는 마음을 담고있다. 메인 컬라인 녹색은 푸른 기상을 의미하며 '방패'는 이 푸른 기상을  수호함을 의미한다.

## 학교 연혁
- 2010년 3월 1일 해솔초등학교 개교
- 2010년 3월 2일 18학급 편성 (501명)
- 2010년 3월 8일 해솔초등학교 무상 급식 개시
- 2010년 3월 1일 방과후학교 거점학교 지정, 2009 개정 교육과정 선도학교 지정
- 2010년 9월 9일 두원공대 MOU 협약식
- 2011년 1월 27일 전국 100대 교육과정 최우수교 표창
- 2011년 2월 19일 제1회 졸업식 (129명)
- 2011년 3월 1일 2009 개정교육과정 연구학교 지정
- 2011년 3월 1일 사교육절감형 창의경영학교 지정
- 2011년 3월 1일 해솔초등학교 부설 영재학급 지정
- 2011년 9월 1일 김일두교장선생님 취임
- 2011년 9월 21일 제5회 교육장배 학교스포츠클럽대회 우승(배드민턴)
- 2012년 2월 18일 제2회 졸업식(209명)
- 2012년 3월 1일 학교조직효율화 시범학교 지정
- 2012년 3월 1일 창의경영학교 연속지정
- 2012년 3월 2일 46학급 편성(1674명)
- 2013년 3월 1일 창의경영학교 연속지정
- 2013년 3월 1일 초등교과특성화학교(배드민턴) 지정
- 2013년 3월 4일 47학급 편성(1676명)
- 2013년 7월 13일 교육장배 학교스포츠클럽대회(우승: 배드민턴(남,여), 탁구(남) / 준우승: 농구(남), 피구(여) / 3위: 배구(남,여), 탁구(여))
- 2013년 8월 29일 영재학급 우수교육기관 선정
- 2013년 10월 31일 영재학급 1개반 증설(2개반 운영)
- 2013년 12월 24일 2014 혁신학교 준비교 지정
- 2014년 2월 14일 제4회 졸업식(262명)
- 2014년 3월 3일 46학급편성(1655명)
- 2014년 9월 1일 이병옥 교장선생님 취임
- 2015년 3월 1일 혁신학교 공감교 지정 운영(2015~)
- 2016년 9월 16일 증축교실 8개학급 완공
- 2018년 10월 19일 해솔꿈터 개장식
- 2019년 9월 1일 제5대 위승우 교장 부임
- 2020년 3월 1일 46학급(특수1학급)편성(총1,306명), 유치원 3학급편성(64명)

## 사진

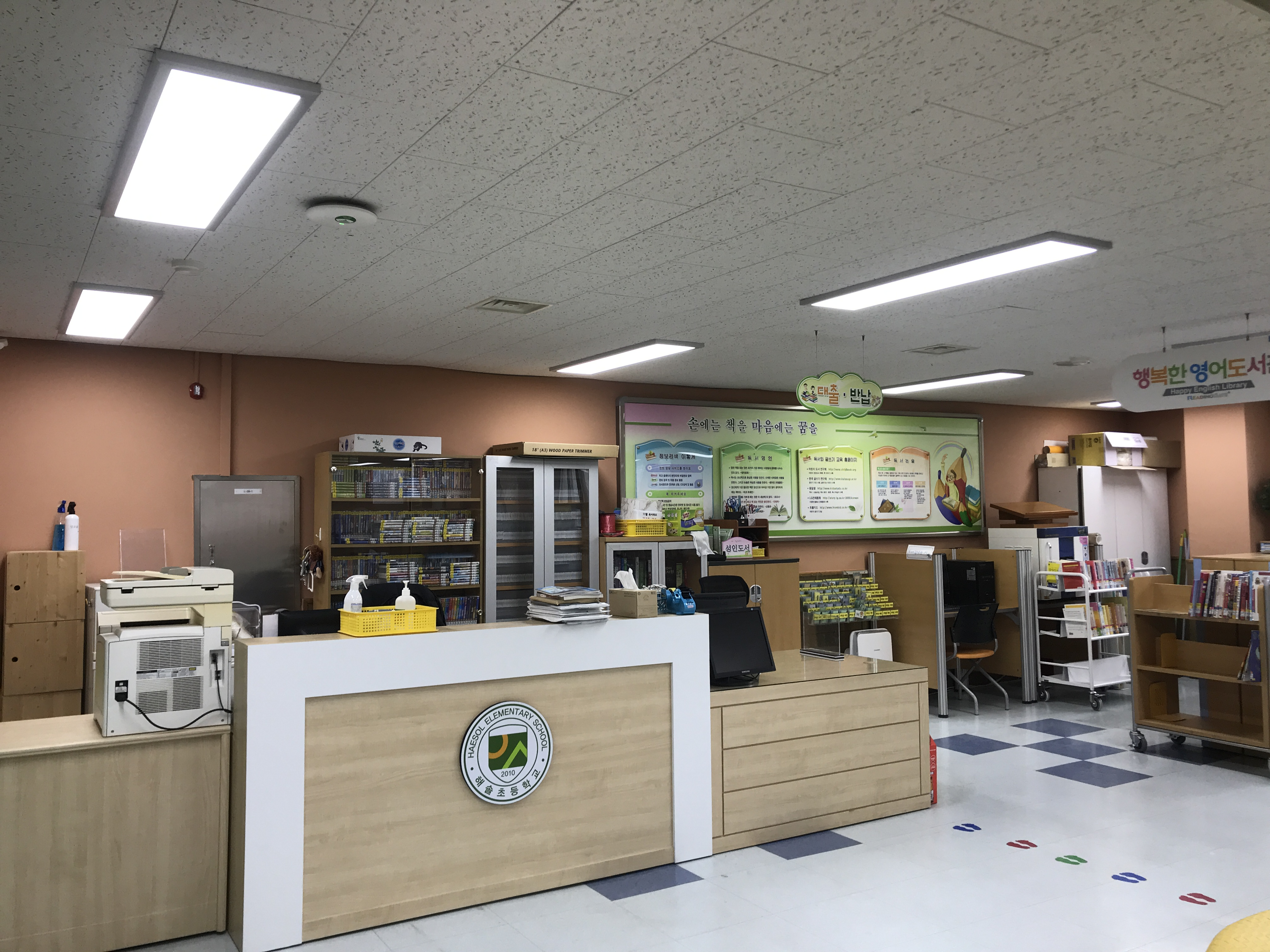
해솔초등학교 글벗자리도서관 데스크
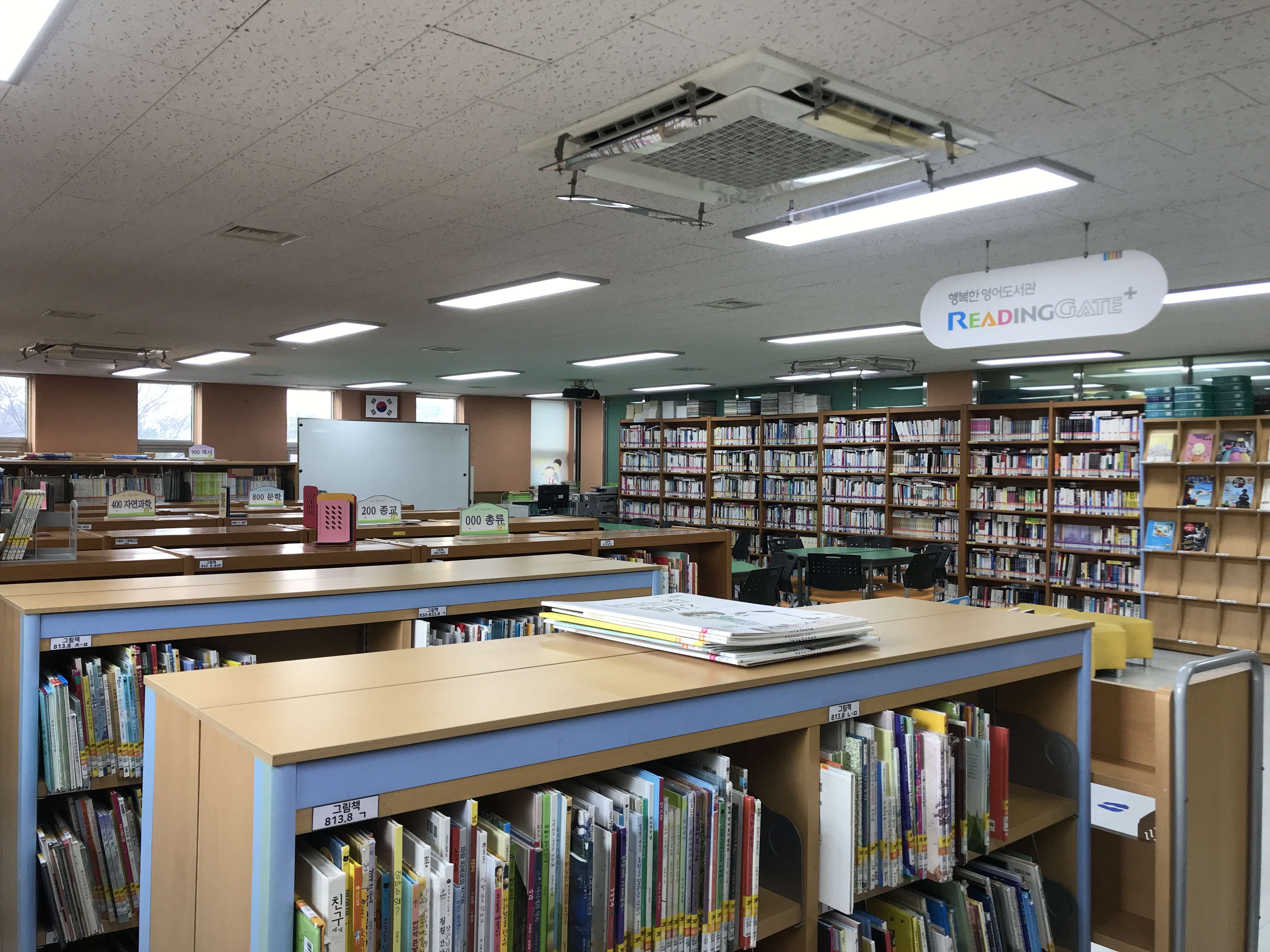
해솔초등학교 글벗자리도서관 내부공간

## 참고 자료
- 해솔초등학교 - 한국교육학술정보원 학교알리미